# Cladopus hookeriana
Cladopus hookeriana là một loài thực vật có hoa trong họ Podostemaceae. Loài này được (Tul.) C.Cusset mô tả khoa học đầu tiên năm 1973.